# 山本和作
山本 和作（やまもと かずなお、1986年9月21日 - ）は、兵庫県川西市出身の元プロ野球選手（内野手）。
現役引退後は大阪経済大学硬式野球部監督を務め、2023年からオリックス・バファローズ職員。

## 経歴

### プロ入り前
小学3年時に明峰少年野球クラブで軟式野球を始める。中学時代は兵庫川西で2年時に全国大会出場。
尼崎工業高校では、1年夏からベンチ入りした。3年夏は4回戦で敗退し、甲子園出場は叶わなかった。
大阪経済大学に進学すると、1年秋に関西六大学リーグ史上初の1年生で首位打者、ベストナインを獲得。2年春にもベストナインを獲得した。2年秋から三塁手に転向。3年秋に明治神宮大会に同校初出場すると初戦で本塁打を放つも敗退。4年時には大学通算100安打を達成し特別賞を受賞。リーグ通算83試合出場、329打数101安打、打率.307、4本塁打、42打点。
2008年のプロ野球育成ドラフト会議で、読売ジャイアンツから3巡目で指名。支度金200万円、年俸240万円（金額は推定）という条件で、育成選手として入団した。背番号は「105」。

### プロ野球選手時代

#### 巨人時代

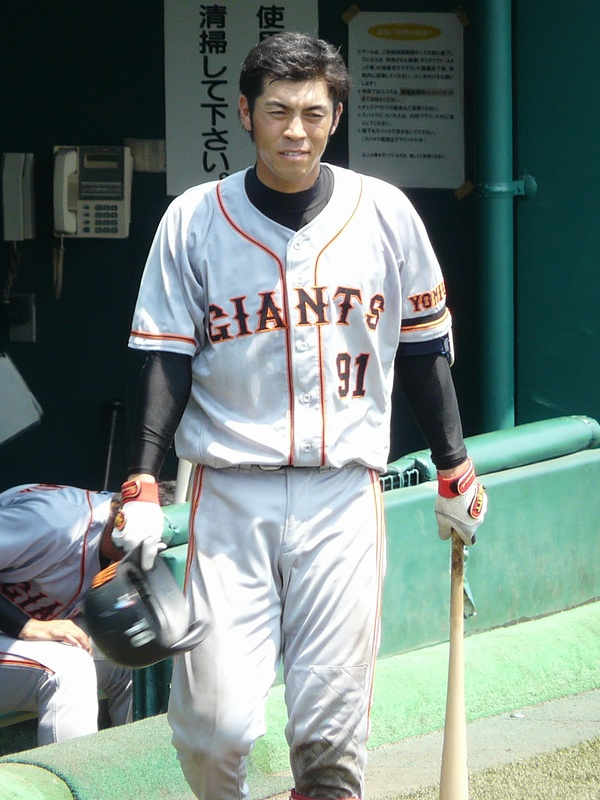
巨人時代

2009年・2010年には、育成選手としてイースタン・リーグ公式戦や三軍戦のみに出場した。2010年のシーズン終了後には、背番号を「009」に変更している。
2011年には、イースタン・リーグ公式戦で、開幕からレギュラー遊撃手としてに攻守ともに安定した成績を残した。5月23日に支配下選手契約へ移行するとともに、背番号を「91」へ変更。移行後は一軍昇格を果たせなかったものの、イースタン・リーグ公式戦全体では、打率.281、チームトップの9本塁打・45打点を記録した。ところが、10月に左膝蓋骨を骨折したことから、11月25日に再び育成選手契約へ移行。この移行を機に、背番号009を再び着用することになった。
2012年には、7月2日に再び支配下選手契約へ移行。背番号も91番に戻ったが、一軍公式戦への出場機会はなかった。

#### オリックス時代
2012年11月5日に、香月良太・阿南徹との交換トレードで、東野峻と共にオリックス・バファローズへ移籍した。背番号は「66」。
2013年には、プロ入り後初めて、公式戦の開幕を一軍で迎えた。3月29日には、千葉ロッテマリーンズとの開幕戦（QVCマリンフィールド）で、一塁の守備要員として一軍デビュー。4月には、14日の対北海道日本ハムファイターズ戦（ほっともっとフィールド神戸）で一軍初安打を記録すると、28日の同カード（札幌ドーム）で一軍公式戦初のスタメンに起用された。5月には、9日の福岡ソフトバンクホークス戦（ほっともっとフィールド神戸）9回裏2死満塁での打席で、プロ入り後初のサヨナラ安打を記録。試合後に人生初のヒーローインタビューを経験すると、19日の対横浜DeNAベイスターズ戦（京セラドーム大阪）でも、スタンドで母親が見守る中、一軍初本塁打となる勝ち越し本塁打を放ち、再びインタビューを受けた。なお、一軍公式戦には通算96試合に出場。50試合で遊撃、38試合で一塁、20試合で三塁、2試合で外野の守備に就いたほか、打率.226、4本塁打、15打点を記録した。また、シーズン終了後の12月6日には、推定年俸1200万円（650万円増）で契約を更改している。
2014年には、前年に続いて、公式戦の開幕を一軍で迎えた。3月28日には、日本ハムとの開幕戦（札幌ドーム）に途中から出場したが、同点で迎えた12回裏の一塁守備で失策を記録。このプレーをきっかけに、チームはNPBの2リーグ分立（1950年）後初めてとなる開幕戦2年連続サヨナラ負けを喫した。一軍公式戦全体では、16試合に出場しながら本塁打を放てず、打率.083、2打点という成績でシーズンを終えた。
2015年には、一軍公式戦3試合に出場したが、8打席無安打に終わった。10月28日に球団から戦力外通告を受けた。

### 現役引退後

#### 指導者時代
2015年11月10日には、シートバッティング形式の12球団合同トライアウト（草薙球場）へ参加。7人の投手に対して、二塁打1本を含む2安打を放った。しかし、他球団から獲得を打診されなかったことから、現役を引退した。この間には、『プロ野球戦力外通告・クビを宣告された男達』（TBS）のスタッフが山本への密着取材を実施。同年12月30日に、取材の模様がTBS系列で放送された。
その一方で、プロ野球経験者による高校・大学野球の指導に必要な学生野球資格の回復に向けて、2015年末に研修会へ参加。2016年2月2日付で日本学生野球協会から資格回復の適性認定を受けたため、翌3日には、母校である大阪経済大学の硬式野球部監督に就任することが発表された。NPBで前年度までプレーしていた元プロ野球選手が、アマチュア指導者としての経験を積まずに野球部監督を務めることは異例である。2022年シーズン末をもって退任した。教え子に才木海翔らがいる。

#### 球団職員時代
2023年より古巣のオリックスの球団広報を務める。

## 選手としての特徴・人物
がむしゃらなプレースタイルが特徴。パンチ力を秘めた勝負強い打撃を誇り、内野の全ポジションだけでなく、外野もこなすユーティリティープレイヤー。
愛称は「カズサク」。
試合では、生地と腕がピチッと密着するようなアンダーシャツを好んで着用している。
巨人入団後から毎年母の日になると、母親にカーネーションなど色々な種類の花束をプレゼントしている。巨人時代は実家までの距離が遠く、直接渡せなかったが、オリックス移籍後は車で行ける距離になったため、直接渡せるようになったという。

## 詳細情報

### 年度別打撃成績
| 年 度     | 球 団      | 試 合 | 打 席 | 打 数 | 得 点 | 安 打 | 二 塁 打 | 三 塁 打 | 本 塁 打 | 塁 打 | 打 点 | 盗 塁 | 盗 塁 死 | 犠 打 | 犠 飛 | 四 球 | 敬 遠 | 死 球 | 三 振 | 併 殺 打 | 打 率 | 出 塁 率 | 長 打 率 | O P S |
| --------- | ---------- | ----- | ----- | ----- | ----- | ----- | -------- | -------- | -------- | ----- | ----- | ----- | -------- | ----- | ----- | ----- | ----- | ----- | ----- | -------- | ----- | -------- | -------- | ----- |
| 2013      | オリックス | 96    | 176   | 159   | 13    | 36    | 3        | 1        | 4        | 53    | 15    | 3     | 0        | 4     | 2     | 9     | 0     | 2     | 48    | 4        | .226  | .273     | .333     | .606  |
| 2014      | オリックス | 16    | 16    | 12    | 0     | 1     | 0        | 0        | 0        | 1     | 2     | 0     | 0        | 1     | 1     | 1     | 0     | 1     | 2     | 1        | .083  | .200     | .083     | .283  |
| 2015      | オリックス | 3     | 8     | 8     | 0     | 0     | 0        | 0        | 0        | 0     | 0     | 0     | 0        | 0     | 0     | 0     | 0     | 0     | 3     | 0        | .000  | .000     | .000     | .000  |
| 通算：3年 | 通算：3年  | 115   | 200   | 179   | 13    | 37    | 3        | 1        | 4        | 54    | 17    | 3     | 0        | 5     | 3     | 10    | 0     | 3     | 53    | 5        | .207  | .256     | .302     | .558  |

### 年度別守備成績
| 年 度 | 球 団      | 一塁  | 一塁  | 一塁  | 一塁  | 一塁  | 一塁     | 三塁  | 三塁  | 三塁  | 三塁  | 三塁  | 三塁     | 遊撃  | 遊撃  | 遊撃  | 遊撃  | 遊撃  | 遊撃     | 外野  | 外野  | 外野  | 外野  | 外野  | 外野     |
| 年 度 | 球 団      | 試 合 | 刺 殺 | 補 殺 | 失 策 | 併 殺 | 守 備 率 | 試 合 | 刺 殺 | 補 殺 | 失 策 | 併 殺 | 守 備 率 | 試 合 | 刺 殺 | 補 殺 | 失 策 | 併 殺 | 守 備 率 | 試 合 | 刺 殺 | 補 殺 | 失 策 | 併 殺 | 守 備 率 |
| ----- | ---------- | ----- | ----- | ----- | ----- | ----- | -------- | ----- | ----- | ----- | ----- | ----- | -------- | ----- | ----- | ----- | ----- | ----- | -------- | ----- | ----- | ----- | ----- | ----- | -------- |
| 2013  | オリックス | 38    | 53    | 7     | 0     | 10    | 1.000    | 20    | 4     | 7     | 0     | 0     | 1.000    | 50    | 44    | 110   | 4     | 21    | .975     | 2     | 0     | 0     | 0     | 0     | ----     |
| 2014  | オリックス | 4     | 18    | 0     | 1     | 0     | .947     | 9     | 0     | 4     | 0     | 1     | 1.000    | 2     | 3     | 2     | 0     | 1     | 1.000    | -     | -     | -     | -     | -     | -        |
| 2015  | オリックス | -     | -     | -     | -     | -     | -        | 2     | 1     | 6     | 0     | 0     | 1.000    | -     | -     | -     | -     | -     | -        | -     | -     | -     | -     | -     | -        |
| 通算  | 通算       | 42    | 71    | 7     | 1     | 10    | .987     | 31    | 5     | 17    | 0     | 1     | 1.000    | 52    | 47    | 112   | 4     | 22    | .975     | 2     | 0     | 0     | 0     | 0     | ----     |

### 記録
- 初出場：2013年3月29日、対千葉ロッテマリーンズ1回戦（QVCマリンフィールド）、11回裏に一塁手で出場
- 初打席：2013年4月4日、対東北楽天ゴールデンイーグルス2回戦（日本製紙クリネックススタジアム宮城）、9回表に高堀和也から右飛
- 初盗塁：2013年4月6日、対埼玉西武ライオンズ2回戦（京セラドーム大阪）、9回裏に二盗（投手：ランディ・ウィリアムス、捕手：星孝典）
- 初安打：2013年4月14日、対北海道日本ハムファイターズ3回戦（ほっともっとフィールド神戸） 、9回裏に増井浩俊から右前安打
- 初先発出場：2013年4月28日、対北海道日本ハムファイターズ6回戦（札幌ドーム）、7番・三塁手で先発出場
- 初打点：同上、7回表に宮西尚生から二塁ゴロ
- 初本塁打：2013年5月19日、対横浜DeNAベイスターズ1回戦（京セラドーム大阪）、7回裏に三嶋一輝から左中間へ勝ち越しソロ

### 背番号
- 105 （2009年 - 2010年）
- 009 （2011年 - 同年5月22日、2012年開幕 - 7月1日）
- 91 （2011年5月23日 - 同年終了、2012年7月2日 - 同年終了）
- 66 （2013年 - 2015年）